# Magnesietvloer
Een magnesietvloer is een speciale dekvloer bestaande uit magnesiet, magnesiumchlorideoplossing en vulstoffen die zowel van organische als van anorganische aard kunnen zijn.
Deze vloeren waren tussen 1920 en 1960 erg populair.